# إليونورا بيدرون
إليونورا بيدرون (بالإيطالية: Eleonora Pedron)‏ (ولدت في 13 يوليو 1982) عارضة أزياء وممثلة إيطالية، وحاملة لقب ملكة جمال سابقة بعدما توجت بمسابقة ملكة جمال إيطاليا 2002. وفي وقت لاحق عملت لفترة وجيزة كمقدمة للنشرة الجوية على قناة ريت 4 في إيطاليا.في 25 يناير 2022 شارك كمنافس في برنامج إيطاليا 1 العودة إلى المدرسة. بعد عدة سنوات من تجربته في البرامج التلفزيونية، عادت إلى التمثيل فشاركت في فيلم الأخوات الثلاث، من إخراج إنريكو فانزينا وتوزيعه على أمازون برايم فيديو اعتبارًا من 27 يناير 2022.

## روابط خارجية
- إليونورا بيدرون على موقع IMDb (الإنجليزية)
- إليونورا بيدرون على موقع قاعدة بيانات الفيلم (الإنجليزية)